# Gyldne Banan
Den Gyldne Banan (også kaldet Solbæltet) er et område med en højere befolkningstæthed mellem Cartagena, Spanien, i vest og Genova, Italien, i øst og er defineret i "Europa 2000"-rapporten fra EU-Kommissionen i 1995 på samme vis som den Blå Banan. Området løber langs med Middelhavets kyst fra Murcia i Spanien gennem byer i Frankrig som Montpellier, Marseilles og Nice og bystaten Monaco til den norditalienske by Genova.
Regionen er karakteriseret ved dens aktiviteter inden for informations- og kommunikationsteknologi, dets livskvalitet og som et yndet rejsemål. Navnet, den Gyldne Banan, leder da også tankerne hen på de mange solskinstimer, som området modtager om året. Man kan også definere den Gyldne Banan som den del af den Blå Banan, som strækker sig ved Middelhavets kyst. Nogle udgaver af den Gyldne Banan strækker sig også over til de mere østliggende italienske byer som Venedig og Trieste, især på grund af Venedigs tiltrækning af turister og Triestes dybdevandshavn, der kan forkorte transporttiden til Asien med flere dage.
Det kinesiske samhandels- og infrastrukturprojekt One Belt, One Road, der har som målsætning at binde Eurasien og Afrika tættere sammen og er blevet omtalt som "Den nye Silkevej", har en slags reference til den Gyldne Banan, som projektets middelhavsforbindelse til særligt Spanien.